# Puya boopiensis
Puya boopiensis är en gräsväxtart som beskrevs av R.Vásquez, Ibisch och R.Lara. Puya boopiensis ingår i släktet Puya och familjen Bromeliaceae.
Artens utbredningsområde är Bolivia. Inga underarter finns listade i Catalogue of Life.